# Nicolas Le Camus de Mézières
Pour les articles homonymes, voir Mézières.
Nicolas Le Camus de Mézières est un architecte et théoricien de l'architecture français né à Paris le 26 mars 1721 et mort dans la même ville le 27 juillet 1789. Il est surtout connu pour la construction de la nouvelle halle aux blés sur l'emplacement de l'ancien hôtel de Soissons (1763) et de l'hôtel de Beauvau (1768) à Paris.

## Biographie
D'une famille parisienne, Le Camus de Mézières fit des études classiques avant d'étudier l'architecture auprès de François-Antoine Babuty-Desgodetz et acheta en 1750 un office d'architecte expert bourgeois. 
Il fut architecte de l'Université de Paris à un moment où, en raison de l'expulsion des Jésuites (1763-1764), cette institution reprit de son lustre, et fut protégé par Mgr de La Roche-Aymon, Grand aumônier de France, et par l'abbé Terray, contrôleur général des finances.

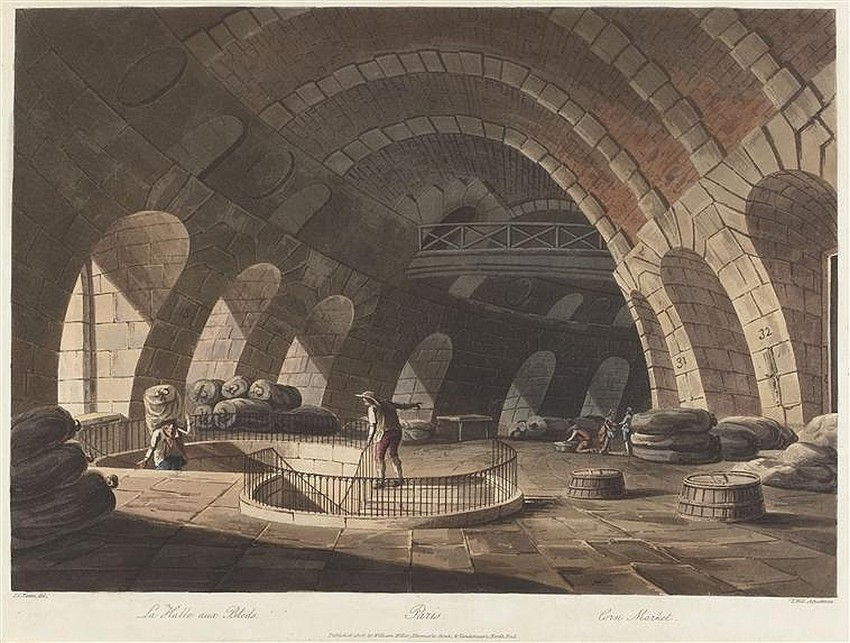
Grenier vouté de la Halle au blé avec son accès par l'escalier à double révolution.

En 1762, Le Camus de Mézières fut chargé de construire une nouvelle halle aux blés sur l'emplacement de l'ancien hôtel de Soissons à Paris. Sur un terrain irrégulier, en forme de pentagone, il édifia une rotonde circulaire entourant une cour centrale à ciel ouvert, qui ne fut couverte qu'en 1783 par les architectes Jacques-Guillaume Legrand et Jacques Molinos. Le Camus fut contraint d'intégrer dans sa composition la colonne astronomique, seul vestige de l'hôtel construit pour Catherine de Médicis au XVIe siècle, qui fut agrémentée d'un cadran solaire. 
L'ancienne halle aux blés a été remplacée par l'actuelle bourse de commerce. Elle fut extrêmement admirée. Le nouvel édifice illustrait des conceptions qui commençaient alors à se dégager : la notion de monument public, isolé et dégagé par rapport au tissu urbain (ce qui, en l'espèce, présentait en outre l'avantage supplémentaire de réduire les risques d'incendie) ; l'adéquation entre la forme et la fonction. La sobriété, la transparence, le jeu des volumes rappelaient l'architecture gothique, qui recommençait à être appréciée.
Le Camus de Mézières avait ainsi mis en pratique les idées que lui-même développa dans plusieurs ouvrages théoriques sur l'architecture dans lesquels il approfondit la question de la relation entre la forme d'un bâtiment et sa fonction ou le statut de son commanditaire. Ses théories s'appuient sur une analogie entre l'architecture et le théâtre. Selon lui, l'architecture se développe selon une progression similaire à celle d'une pièce, la gradation des décors à l'intérieur d'un édifice présentant une analogie avec celles des décors de scène lors d'une représentation théâtrale. Pour autant, l'architecture répond à une exigence d'unité qu'il rattache à la règle de l'unité d'action du théâtre classique. Il établit également des analogies entre l'architecture et la musique. Poussant l'analyse, il explique qu'un bâtiment doit exprimer des sentiments – la simplicité, la gaité, la tristesse... – et aiguillonner la sensibilité.
En 1764, Le Camus construisit le portail du collège Louis-le-Grand (gravé par Poulleau). À la caserne de la rue Mouffetard, il voulut appliquer ses théories sur l'allègement des charpentes mais se heurta à l'opposition de la corporation des charpentiers. 
Il construisit en 1768 l'hôtel de Beauvau, bâti pour le compte d'Armand-Gaston Camus qui le loua à vie au maréchal de Beauvau, qui lui a donné son nom ; cet hôtel a subsisté, mais très remanié et abrite aujourd'hui le ministère français de l'Intérieur, place Beauvau à Paris. Il donna également un projet pour les Carmélites de la rue de Grenelle. 
Disposant d'une fortune personnelle, il renonça à l'architecture à partir de 1770 pour se consacrer à ses travaux littéraires. Avec ses frères Antoine et Louis-Florent, il anima un petit théâtre particulier dans leur maison, disparue depuis, sise 5 rue Saint-Blaise dans le village de Charonne (aujourd'hui quartier de Charonne dans le 20e arrondissement).

## Principales réalisations

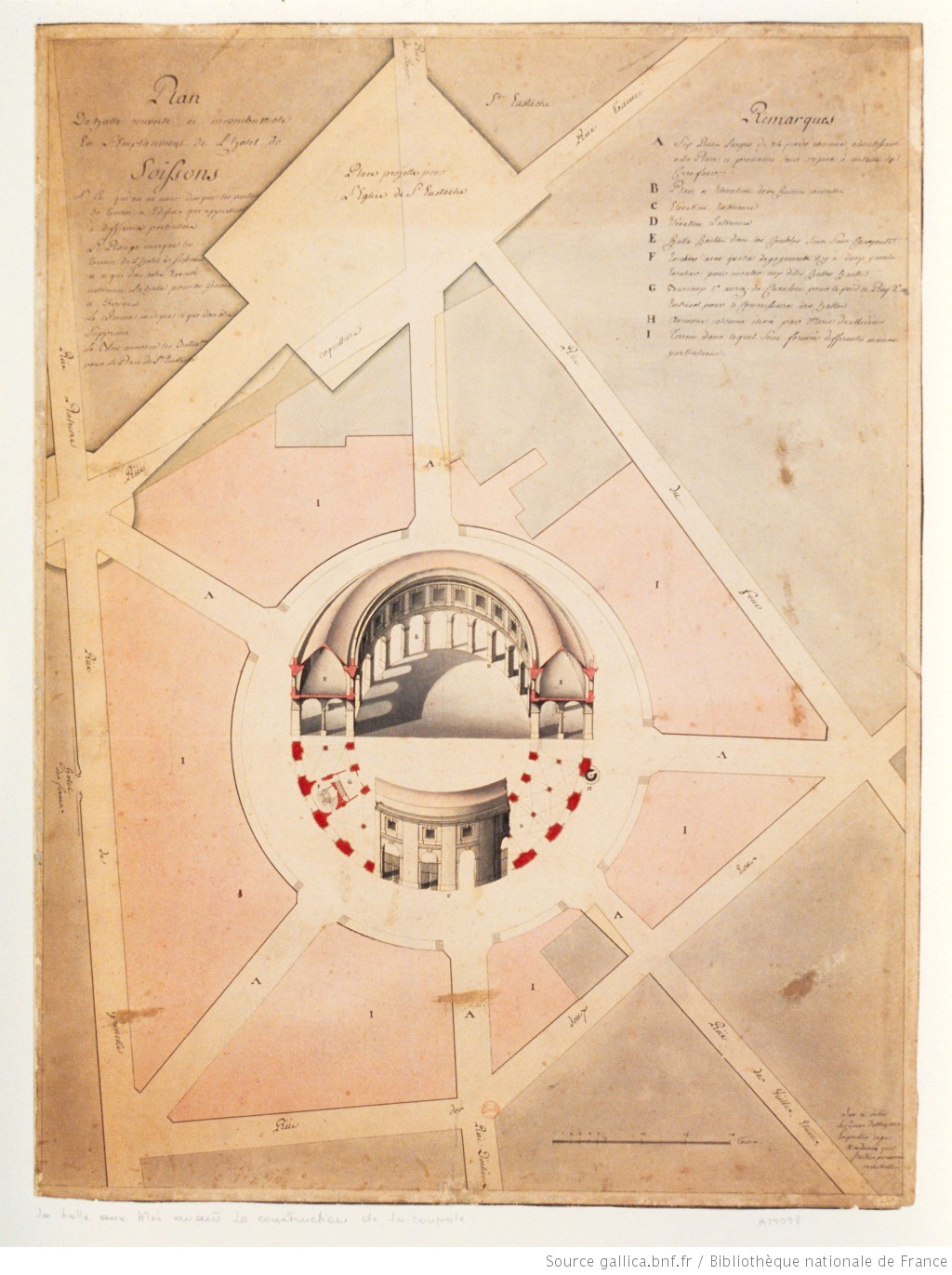
Nicolas Le Camus de Mézières, Plan de la halle aux blés, 1763

- Maison de campagne, Créteil, 1758-1759, dont l'aménagement du parc, comportant une tente chinoise ou « kiosque » (détruit), initiée par Claude Louis François de Bullion, comte d'Attilly (1723-?)[3], acquéreur du domaine en 1782. Bâtiment devenu la mairie (1874) puis actuelle Maison du combattant depuis 1974 ;
- Halle aux blés, Paris, 1763-1769 (couverte en 1786, plusieurs fois incendiée puis transformée en Bourse de Commerce en 1889)
- Hôtel de Beauvau, place Beauvau à Paris, pour le compte d'Armand-Gaston Camus qui le loua à vie au maréchal de Beauvau, qui lui a donné son nom, 1768

## Publications
- Avec François Antoine Babuty-Desgodets, Dissertation de la Compagnie des architectes-experts des bâtiments à Paris en réponse au mémoire de M. Pâris-Duverney sur la théorie et la pratique des gros bois de charpente, 1763, in-12
- Le génie de l'architecture, ou L'analogie de cet art avec nos sensations, 1780, in-8
- L'Esprit des almanachs ou analyse critique et raisonnée de tous les almanachs anciens et modernes, 1781, in-16
- Le Guide de ceux qui veulent bâtir, ouvrage dans lequel on donne les renseignements nécessaires pour se conduire pendant la construction, & prévenir les fraudes qui pourraient s'y glisser, 1781, 2 vol. in-8
- Traité de la force des bois, ouvrage essentiel, qui donne les moyens de procurer plus de solidité aux edifices, de connaître la bonne & la mauvaise qualité des bois, de calculer leur force, & de ménager près de moitié sur ceux qu'on emploie ordinairement, 1782, in-8 (Lire en ligne)
- Description des eaux de Chantilly et du Hameau, 1783, in-8
- Plans, Dessins, Détails et Devis de construction de la nouvelle Halle aux grains de Paris, 1786
- Lettre sur la manière de rendre incombustible toute salle de spectacle
- Lettre sur les fours et la cuisson des tuiles et briques
- Deux différentes lettres sur la force des bois
- Lettre contenant un projet pour le chef-lieu de l'Université, avec plan général
- Aabba, ou le Triomphe de l'innocence, Roman grec
- Mes Délassements